# 四明大楼
四明大楼位于上海市黄浦区北京东路江西中路西北隅。原是四明银行自建的大楼，于1921年正式使用。1999年，四明大楼成为上海市第三批优秀历史建筑。

## 历史
四明银行创办于1908年，初创时行址位于宁波路8号。1920年后购近今北京路232-240号地块自建大楼，并于1921年正式启用。大楼占地面积735平方米，建筑面积2600平方米。
1937年，抗日战争爆发后上海沦为孤岛，银行迁往重庆，中华职教社于该年冬天在四明银行大楼内设第五中华职业补习学校，学员1265人，负责人为杨拙夫。
1949年解放后，四明银行被人民政府接管，后改公私合营，于1952年被人民银行作为营业部使用，1958年之后成为上海建筑材料有限公司办公地点。现为名人俱乐部。

## 建筑
四明大楼由华信建筑事务所设计，汉协盛营造厂承建。假四层砖石混合结构。
以北京路与江西路交叉口的顶角处为中轴线，两翼以直角展开，形成大致对称，属于新古典主义建筑。大门设在中轴线上，以组合柱支撑，半拱门框，二层与三层设计为通层的组合柱，二层设计为长窗，三楼为圆洞状气窗。其中三层的窗比较别致，部分设计以巴洛克图案的半圆窗楣。四层设计有女儿墙。建筑的外墙使用花岗石贴面。中轴线的顶层原有古典的圆顶，现已损毁。
四明银行时当时获准发行纸钞的银行之一，该行1925年发行的多种面值的纸钞上均有四明大楼的图像。

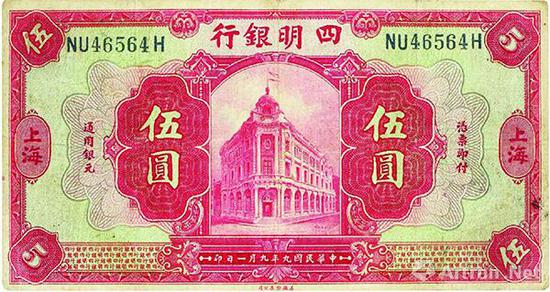
四明银行在1921年发行的伍圆券，其上印有四明大楼